# Wielka Zerwa

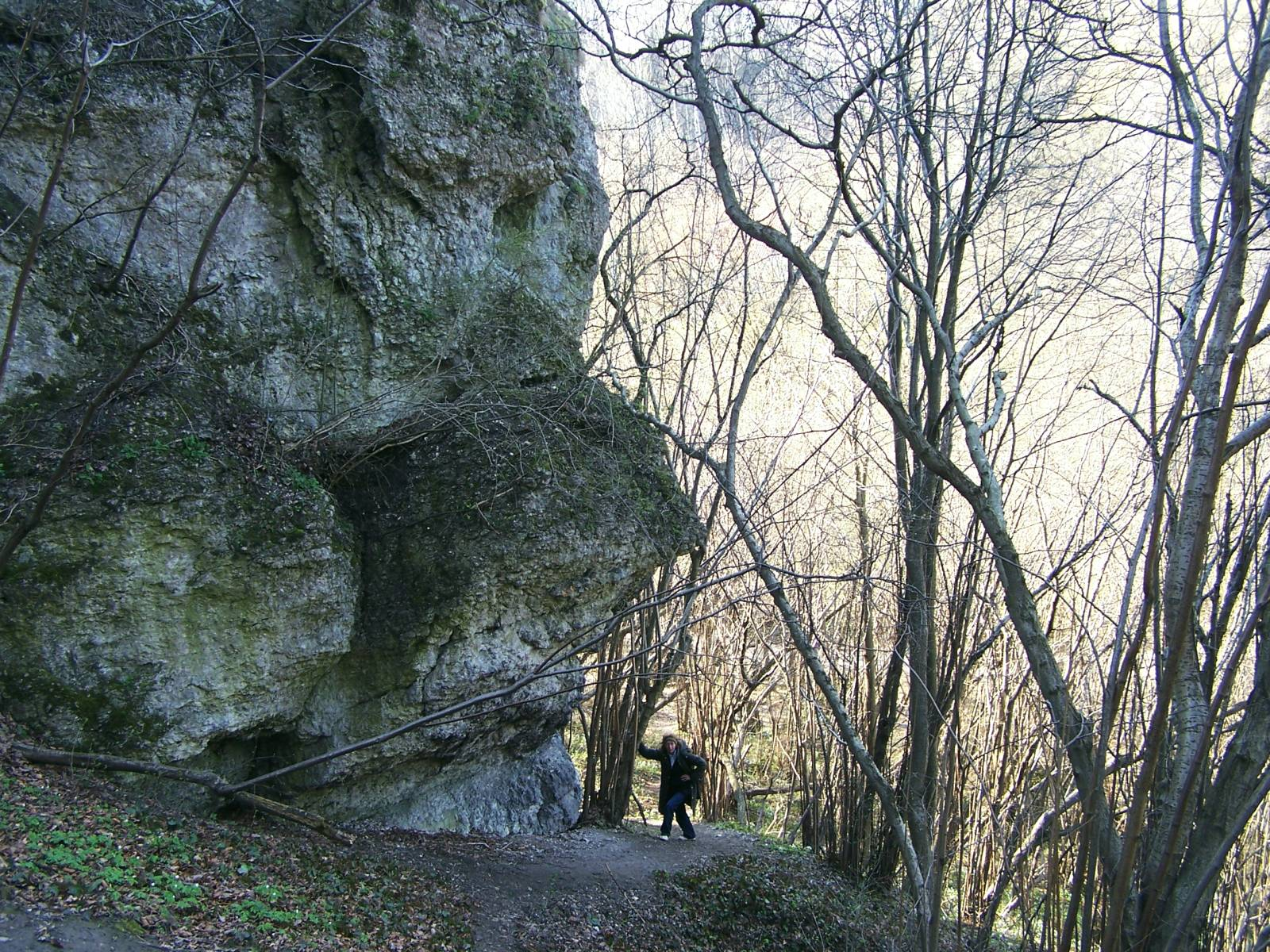
Ściana zachodnia

Wielka Zerwa – skała w dolinie Zimny Dół we wsi Czułów w województwie małopolskim, w powiecie krakowskim, w gminie Liszki. Pod względem geograficznym jest to obszar  Garbu Tenczyńskiego będącego południowym fragmentem Wyżyny Krakowsko-Częstochowskiej.
Wielka Zerwa znajduje się na porośniętych lasem orograficznie prawych zboczach Zimnego Dołu, w obrębie rezerwatu przyrody Zimny Dół. Przy drodze prowadzącej dnem Zimnego Dołu znajduje się tablica informacyjna rezerwatu i Małopolskiego Szlaku Turystycznego. Od tablic tych prowadzi pomiędzy skałami rezerwatu ścieżka dydaktyczna. Zbudowane z wapienia zrostkowego skały tworzą różnorodne formy skalne; baszty, skalne grzyby i mury skalne. Ich charakterystyczną cechą jest tworzenie długich okapów, często o znacznym wysięgu. Wielka Zerwa jest najwyższą wśród nich. Dawniej uprawiano na niej wspinaczkę skalną i poprowadzono na niej 4 drogi wspinaczkowe. W 2019 r. na jej północno-zachodniej, pionowej lub przewieszonej ścianie o wysokości 20 m jest jeszcze jedna droga z asekuracją z 1992 roku: ringi (r), spity (s), hak (h) i ring zjazdowy, jednak w obrębie rezerwatu obowiązuje zakaz wspinaczki.
- Władca much, VI.4\4+, 5r +2s +1 h +rz, 20 m[4].

Oprócz Wielkiej Zerwy w obrębie rezerwatu przyrody Zimny Dół znajduje się kilka grup mniejszych skał: Głazy, Kanion, Labirynt i Przełaz. W obrębie skał rezerwatu są też schroniska: Schronisko między Okapami, Okap za Zerwą Pierwszy, Okap za Zerwą Drugi, Tunel w Uliczkach.

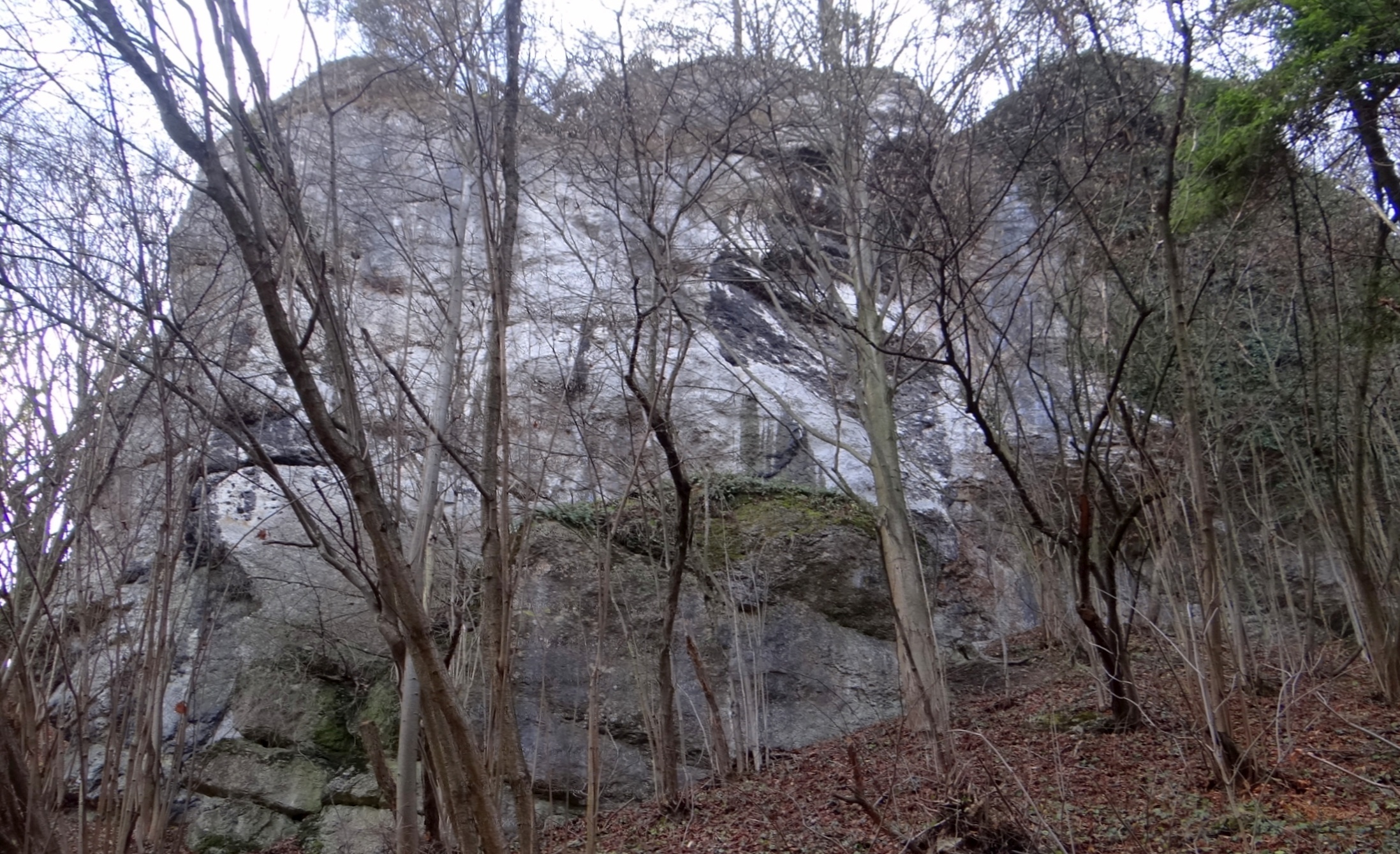
Ściana południowa